# Bernhard Overbeck
Bernhard Overbeck (* 1. April 1942 in Berlin; † 8. Juli 2018) war ein deutscher Numismatiker.

## Leben
Bernhard Overbeck kam schon als Kind, angesteckt von der Sammelleidenschaft seines Vaters, zur Numismatik. Er studierte an der Universität München Ur- und Frühgeschichte, Alte Geschichte und Provinzialrömische Archäologie und wurde dort 1969 bei dem Prähistoriker Joachim Werner mit der Arbeit Geschichte des Alpenrheintals in römischer Zeit. Auf Grund der archäologischen Zeugnisse promoviert, die er fünf Jahre später um einen weiteren Band über die Fundmünzen ergänzte. Seine Habilitation 1981 an der Universität Augsburg galt Themen der keltischen Numismatik.
Von 1969 bis 2006 arbeitete Overbeck bei der Staatlichen Münzsammlung München, zunächst als Konservator für römische und keltische Münzen, ab 1991 als ihr Leitender Sammlungsdirektor. Außerdem lehrte er als außerplanmäßiger Professor am Lehrstuhl für Alte Geschichte der Universität Augsburg und als Gastprofessor an der Emory University in Atlanta, Georgia sowie an der University of Texas at Austin. Overbeck war korrespondierendes Mitglied des Deutschen Archäologischen Instituts. Er war als Vertreter des Freistaats Bayern Mitglied der Numismatischen Kommission der Länder in der Bundesrepublik Deutschland. Zu seinem Ausscheiden aus dem aktiven Dienst wurde ihm eine Porträtmedaille von dem Münchner Medailleur Erich Ott gewidmet. Overbeck war unter anderem Mitglied in der Bayerischen Numismatischen Gesellschaft.

## Schriften (Auswahl)
Siehe Matthias Barth: Schriftenverzeichnis Bernhard Overbeck. In: Jahrbuch für Numismatik und Geldgeschichte. Bd. 57, 2007, S. 1–40, (bis 2006).
- Bibliographie der bayerischen Münz- und Geldgeschichte. 1750–1964 (= Bayerische Akademie der Wissenschaften. Kommission für Bayerische Landesgeschichte. Bibliographien. 7, ISSN 0515-894X). Harrassowitz, Wiesbaden 1968.
- Geschichte des Alpenrheintals in römischer Zeit. Auf Grund der archäologischen Zeugnisse. C. H. Beck, München 1973–1982;
  - Teil 1: Topographie, Fundvorlage und historische Auswertung (= Münchner Beiträge zur Vor- und Frühgeschichte. Bd. 20). 1982, ISBN 3-406-00490-3;
  - Teil 2: Die Fundmünzen der römischen Zeit im Alpenrheintal und Umgebung (= Münchner Beiträge zur Vor- und Frühgeschichte. Bd. 21). 1973, ISBN 3-406-00491-1.
- mit Dietrich O. A. Klose: Ägypten zur Römerzeit. Antikes Leben aufgrund der numismatischen Quellen. Mit einem ägyptologischen Beitrag von Sylvia Schoske. Staatliche Münzsammlung, München, 1989, ISBN 3-9800744-8-X.
- mit Jochen Garbsch: Spätantike zwischen Heidentum und Christentum (= Ausstellungskataloge der Prähistorischen Staatssammlung. 17). Prähistorische Staatssammlung, München 1990, ISBN 3-927806-00-5.
- Das heilige Land. Antike Münzen und Siegel aus einem Jahrtausend jüdischer Geschichte. Staatliche Münzsammlung, München 1993, ISBN 3-922840-04-3.
- Neuses a. d. Pegnitz. Ein spätkeltischer Münzschatz aus Oberfranken (= Abhandlungen und Bestandskataloge der Archäologischen Staatssammlung. 2). Archäologische Staatssammlung München, München 2016, ISBN 978-3-927806-42-9.